# A Tündérkirálynő
A Tündérkirálynő (The Fairy Queen) Henry Purcell 1691-ben írt ötfelvonásos szemioperája, amit 1692-ben mutattak be Londonban. A történet William Shakespeare Szentivánéji álom című vígjátékára épül, a szövegkönyv írója nem ismert, de valószínűleg Thomas Betterton színész.

## A mű keletkezésének története

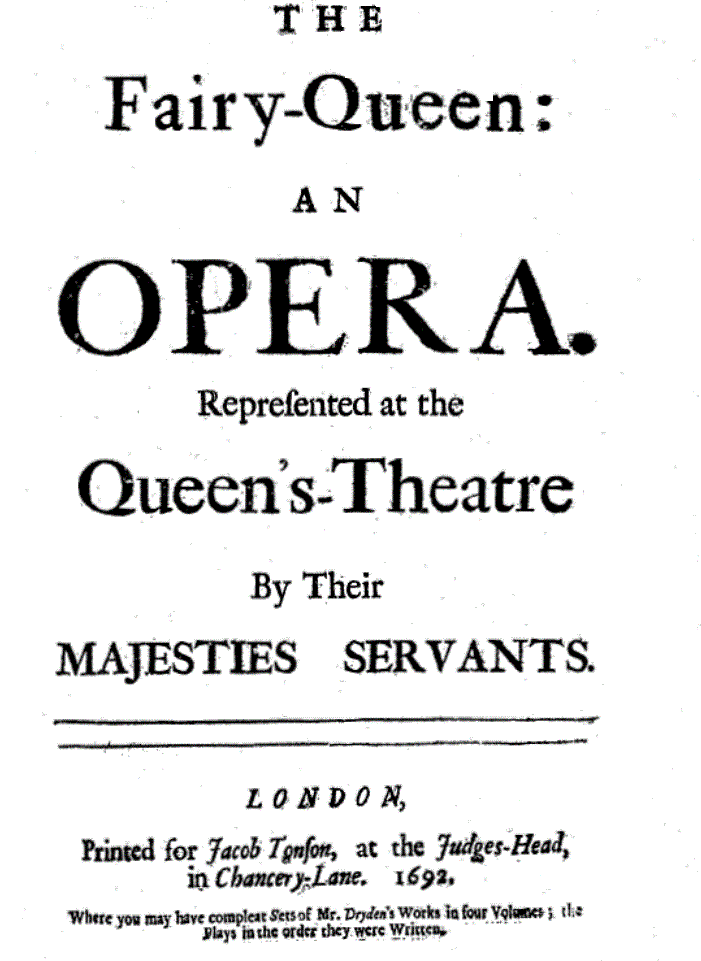
A Tündérkirálynő első kiadásának címlapja

Purcell A Tündérkirálynőt – friss kutatási adatok szerint – III. Vilmos angol király és II. Mária tizenötödik házassági évfordulójára komponálta. A szövegkönyv Shakespeare Szentivánéji álom című vígjátékára épül, írója nem ismert, de vélhetően a kiváló Shakespeare-színész, Thomas Betterton műve. Shakespeare kora óta az angol közönség ízlése megváltozott, a klasszikus szöveg már nem érdekelte, a zene, a látvány és a fantasztikus történetek kerültek előtérbe. Így eshetett Purcell választása a vígjáték megzenésítésére, amelynek tündérvilága kiválóan alkalmas volt a korízlésnek megfelelő szemiopera (semi-opera, fél-opera) megalkotására.

## A mű szereplői
| Szerep                   | Hangnem                  | Nem énekes szerepek     |
| ------------------------ | ------------------------ | ----------------------- |
| Részeg költő             | basszus                  | Titánia, tündérkirálynő |
| Éjszaka                  | szoprán                  | Oberon, tündérkirály    |
| Rejtély                  | szoprán                  | Puck, kobold            |
| Titokzatosság            | kontratenor              | Théseus, athéni király  |
| Álom                     | basszus                  | Demetrius               |
| Első tündér              | szoprán                  | Hermia                  |
| Második tündér           | szoprán                  | Heléna                  |
| Coridon                  | basszus                  | Hyppolita               |
| Mopsa                    | szoprán vagy kontratenor | Lysander                |
| Nimfa                    | szoprán                  | Bottom, mesterember     |
| Oberon kísérete          | 1 szoprán, 2 kontratenor |                         |
| Phoebus                  | tenor                    |                         |
| Tavasz                   | szoprán                  |                         |
| Nyár                     | kontratenor              |                         |
| Ősz                      | tenor                    |                         |
| Tél                      | basszus                  |                         |
| Juno                     | szoprán                  |                         |
| Kínai férfi              | kontratenor              |                         |
| Kínai nő, Daphné         | szoprán                  |                         |
| Hymen, a házasság istene | basszus                  |                         |

## A mű cselekménye

### Első felvonás
Théseus úgy rendelkezik, hogy Demetriusnak feleségül kell vennie Hermiát, holott mindketten mást szeretnek: Demetrius Helénát, Hermia Lysandert. A kényszeresküvő elől mind a négyen elmenekülnek Athénból. A közeli erdőben Théseus és Hyppolita menyegzőjére készül néhány mesterember, akik egy színpadi darabot akarnak bemutatni a jeles esemény alkalmából. Titánia és Oberon egy csekélység miatt vitáznak. Titániát a tündérei próbálják szórakoztatni, de az erdőbe téved a részeg költő, és inkább őt kezdik ugratni.

### Második felvonás
Puck és Oberon segítője szerelmi bájitalt főz. Ettől mindenki azonnal szerelmes lesz abba, akit elsőnek megpillant. Titánia kísérő tündérei énekelnek úrnőjüknek, akit azonban az Éjszaka, a Rejtély, a Titokzatosság és az Álom elaltatnak. Ekkor érkezik Puck, aki Titánia és a négy szerelmes szemébe is cseppent a bájitalból.

### Harmadik felvonás
A szerelmi bájital hatására Lysander is és Demetrius is egyaránt Hermiába lesznek szerelmesek. Közben a derék mesteremberek folytatják a darab próbáját, ám közülük Puck Bottomot szamárrá változtatja. Felébred Titánia, megpillantja a szamarat, és azonnal szerelmes lesz belé. A tündérkirálynő szórakoztatására kis játékot adnak elő, amiben Coridon és Mopsa, két népi figura évődik egymással.

### Negyedik felvonás
Oberon közbelép és rendet teremt: megszünteti Bottom varázslatát, aki ismét ember lesz, visszaállítja a szerelmi rendet: Heléna és Demerius, Hermina és Lysander újra egymás párjai lesznek, valamint természetesen Titániát is megszabadítja a szamár iránti szerelemtől. Oberon és Titánia kibékül, amit rögtön színjátékkal ünnepelnek meg.

### Ötödik felvonás
Théseus rátalál a szerelmesekre, és hagyja, hogy saját akaratuk szerint választhassanak párt. Oberon és Titánia is megjön, és Juno istennő megáldja a párokat. Kínai artisták és majmok szórakoztatják a nagyérdeműt, majd Hymen zárja a történetet.

## A mű színpadra állítása

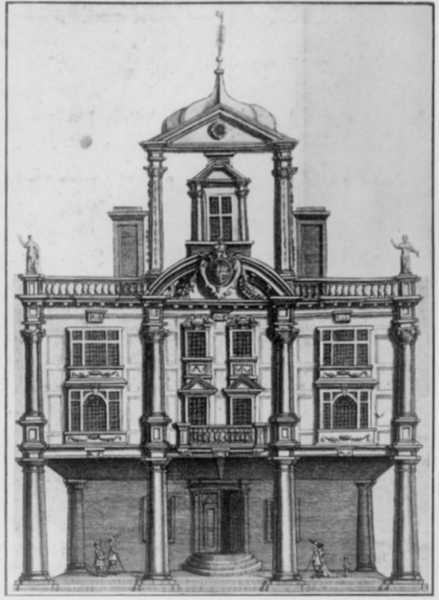
Az ősbemutató helyszíne, a Queen’s Theatre

A Tündérkirálynő ősbemutatója 1692. május 2-án volt a londoni Dorset Gardenben lévő Queen’s Theatre-ben, a United Company szervezésében – fényes körülmények között. A koreográfiát Josias Priest készítette, aki együtt dolgozott Pucell-lel a Dioclesian, az Arthur király és a Dido és Aeneas előadásain is. A bemutatón Titaniát, Oberont valamint a tündéreket gyerekek játszották.
Purcell halála, 1708 után Dioclesian című operája változatlanul népszerű maradt, deA Tündérkirálynő a feledés homályába merült, és csak a 20. század elején vették elő ismét. Azóta időről-időre színpadra kerül a világ operaszínpadain és hangversenytermeiben, különböző feldolgozásokban. A darabot 2009 júliusában, Purcell születésének 350. évfordulója alkalmából felújította a Glyndebourne Festival Opera, amit Magyarországon is lehetett látni a Mezzo TV műsorán. 2009 májusában, ugyancsak az évforduló kapcsán, a Művészetek Palotájában is bemutatták fél-cenirozott változatban, Káel Csaba rendezésében-

## A mű zenéje
A szemiopera jellegzetes angol zenés műfaj a 17. században, amelyben a prózában előadott darahoz, a történethez lazán kötődő zenés, énekes, táncos részek kapcsolódtak úgy, hogy a zenés betétek az egyes felvonások után helyezkedtek el – masque formájában. Ezek a zenei részletek a darab cselekményben, a jellemek alakításában nem játszottak szerepet. A „semi-opera” kifejezést évtizedekkel később Roger North ültette be a köztudatba, és nem egészen pozitív véleményét 1734-ben így fejezte ki: „Akik a színjáték miatt jönnek, utálják a zenét, akik pedig a zenét szeretnék hallani, nem bírják a sok szövegelést”.
A tündérkirálynő librettója követi Shakespeare vígjátékának történetét és szövegét, a valószínűsített szerző, Betterton alig változtatott rajta, legfeljebb „modernizálta” kissé. Purcell zenéje gyönyörű, hangulatában sikeresen adja vissza a Shakespeare darabjának hangulatát, varázslatosságát, humorát. A szemiopera jellegéből adódóan igazán „nagy” áriák nincsenek benne, de az utóbbi években egyes énekesek szívesen tűznek műsorukra egy-egy Purcell-áriát. 
Purcell eredeti zenekarának összetétele: két furulya, két oboa, két trombita, üstdobok, vonós hangszerek és csembaló continuo.

## Hangfelvételek
- Előadók: Lynne Dawson, Veronique Gens, Nancy Argenta, Charles Daniels, Jean-Paul Fouchecourt és mások. Közreműködik: Les Arts Florissants, vezényel: William Christie. Kiadó: Harmonia Mundi, 1992. 2 CD.
- Előadók: Yvonne Kenny, Thomas Randle, Richard van Allan, Simon Rice és mások. Közreműködik: English National Opera Orchestra, Chorus of English National Opera, vezényel: Nicholas Kok. Kiadó: Arthaus Musik, 1995. DVD.
- Előadók: Lucy Crowe, Carolyn Sampson, Ed Lyon, Andrew Foster-Williams, Sally Dexter és mások. Közreműködik: Orchestra of the Age of Enlightenment, The Glyndenbourne Chorus, vezényel: Jonathan Kent. Kiadó: BBC/Opus, 2010. 2 DVD.

## Fordítás
- Ez a szócikk részben vagy egészben  a   The Fairy-Queen című angol Wikipédia-szócikk ezen változatának fordításán alapul.  Az eredeti cikk szerkesztőit annak laptörténete sorolja fel. Ez a jelzés csupán a megfogalmazás eredetét és a szerzői jogokat jelzi, nem szolgál a cikkben szereplő információk forrásmegjelöléseként.